# Даймонд-Блафф (місто, Вісконсин)
Даймонд-Блафф (англ. Diamond Bluff) — місто (англ. town) в США, в окрузі Пієрс штату Вісконсин. Населення — 478 осіб (2020).

## Демографія
Згідно з переписом 2010 року, у місті мешкало 469 осіб у 194 домогосподарствах у складі 137 родин. Було 221 помешкання
Расовий склад населення:
| - 97,2 % — білих - 0,6 % — азіатів - 0,4 % — корінних американців |

До двох чи більше рас належало 1,5 %. Частка іспаномовних становила 0,4 % від усіх жителів.
За віковим діапазоном населення розподілялося таким чином: 21,5 % — особи молодші 18 років, 65,5 % — особи у віці 18—64 років, 13,0 % — особи у віці 65 років та старші. Медіана віку мешканця становила 48,0 року. На 100 осіб жіночої статі у місті припадало 103,0 чоловіків; на 100 жінок у віці від 18 років та старших — 101,1 чоловіків також старших 18 років.
Середній дохід на одне домашнє господарство становив 76 433 долари США (медіана — 64 063), а середній дохід на одну сім'ю — 87 162 долари (медіана — 77 083). Медіана доходів становила 51 750 доларів для чоловіків та 40 893 долари для жінок. За межею бідності перебувало 8,4 % осіб, у тому числі 7,5 % дітей у віці до 18 років та 11,2 % осіб у віці 65 років та старших.
Цивільне працевлаштоване населення становило 250 осіб. Основні галузі зайнятості: виробництво — 28,0 %, освіта, охорона здоров'я та соціальна допомога — 15,2 %, транспорт — 8,8 %, роздрібна торгівля — 8,8 %.